# Homelix cruciatus
Homelix cruciatus là một loài bọ cánh cứng trong họ Cerambycidae.